# Norðoyatunnilin

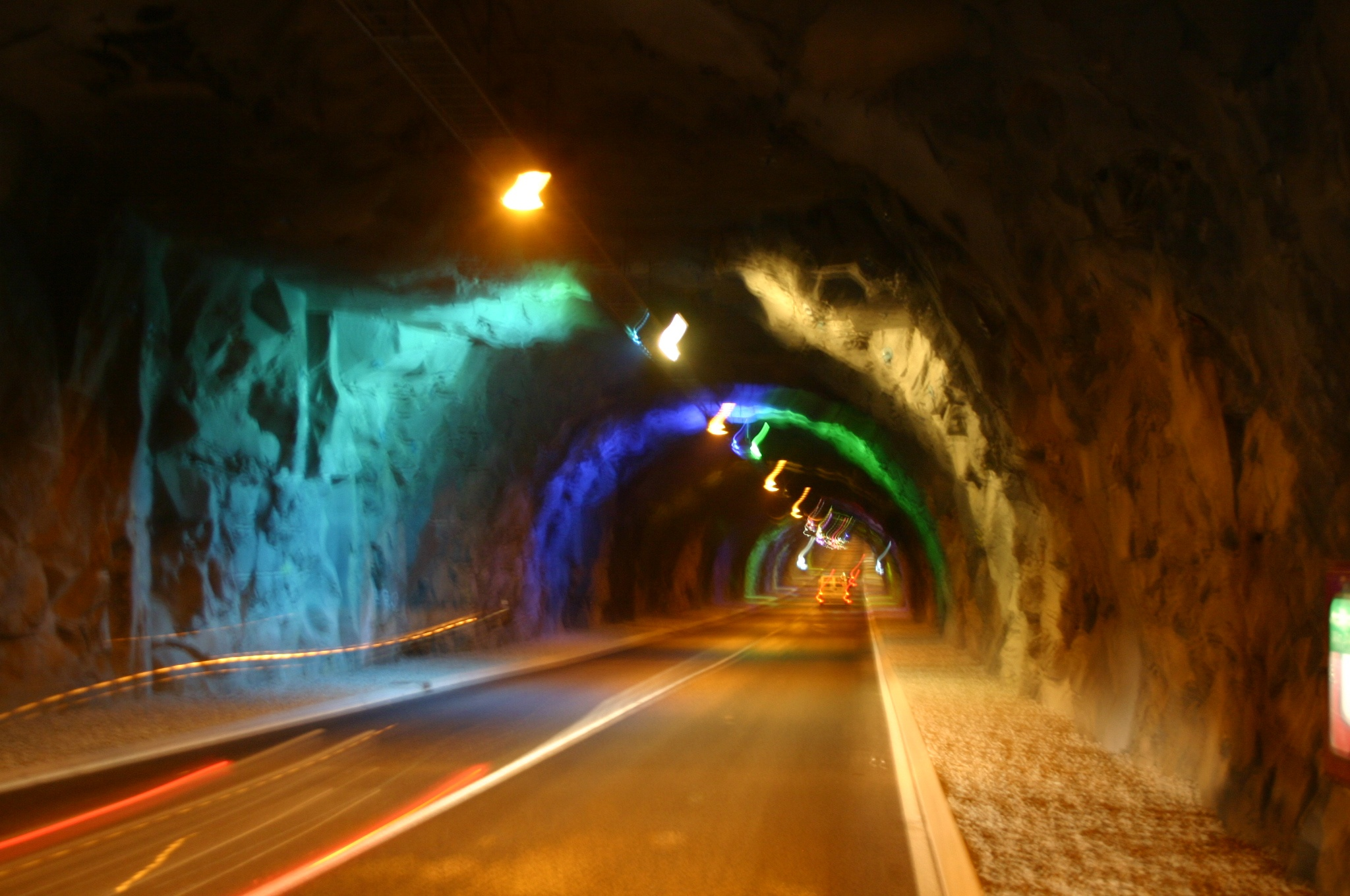
Tróndur Patursson fényfestménye

A Norðoyatunnilin („Északi-szigetek alagút”) egy tenger alatti alagút, amely Feröer Eysturoy és Borðoy nevű szigeteit köti össze a Leirvíksfjørður alatt, Leirvík és Klaksvík között. 6300 méteres hosszával a szigetek leghosszabb alagútja.

## Történelem
Az első koncepciók és geológiai vizsgálatok már 1988-ban megszülettek, azonban az építés megkezdésére tizenöt évet várni kellett. A kétsávos közúti alagutat végül 2006. április 30-án adták át. Időrendben ezzel másodikként készült el Feröer tenger alatti alagútjai közül a Vágatunnilin után. 

## Jellemzők
Legmélyebb pontja 150 méterrel a tengerszint alatt húzódik. Az áthajtásért díjat kell fizetni, ami azonban alacsonyabb a korábban itt közlekedő komp tarifájánál.

## Hatások
A Norðoyatunnilin átadásával a 400-as buszjáratot meghosszabbították Klaksvíkig, Fuglafjørðurt pedig az új 410-es járat szolgálja ki. A Leirvík és Klaksvík közötti kompközlekedés az átadás után egy héttel, 2006. május 7-én szűnt meg.